# París-Camembert
La París-Camembert es una carrera ciclista de un día francesas que se disputa entre París y Camembert, en el mes de abril.
La carrera se empezó a disputar en 1934, con el nombre de París-Vimoutiers. A partir de 1943 pasó a llamarse París-Camembert.
La carrera, de unos 200 km, toma la salida en Magnanville, 60 km al oeste de París y tiene la meta en Vimoutiers, en el departamento de Orne. Su recorrido tiene un final complicado, con siete pequeñas cotas en los 80 km finales. La última, el Muro des Champeaux, se encuentra a solo 10 km de meta.
El primer vencedor fue el francés Louis Thiétard. Laurent Brochard, con tres victorias es el ciclista que más veces se ha impuesto en la prueba.

## Palmarés
| Año                               | Ganador                   | Segundo               | Tercero              |
| --------------------------------- | ------------------------- | --------------------- | -------------------- |
| Paris-Vimoutiers                  |                           |                       |                      |
| 1934                              | Louis Thiétard            | Alexandre Hamelin     | Robert Gonnet        |
| 1935                              | Marcel Bat                | Marcel Briens         | Ernest Neuhard       |
| 1936                              | Yvan Marie                | Léon Level            | Roger Kalmes         |
| 1937                              | André Auville             | Raymond Lemarie       | René-Paul Corallini  |
| 1938                              | Jean-Marie Goasmat        | Raymond Louviot       | Roger Piétéraerents  |
| 1939                              | Pierre Cloarec            | Charles Berty         | Raymond Lemarie      |
| 1940-1941 ediciones no realizadas |                           |                       |                      |
| 1942                              | Joseph Goutorbe           | Guillaume Godère      | Maurice Bocquet      |
| Paris-Camembert                   |                           |                       |                      |
| 1943                              | Victor Cosson             | Lucien Boda           | Camille Danguillaume |
| 1944                              | Maurice De Muer           | Giuseppe Tacca        | Léon Level           |
| 1945 edición no realizada         |                           |                       |                      |
| 1946                              | Paul Néri                 | Joseph Soffietti      | Amédée Rolland       |
| 1947                              | Robert Dorgebray          | Roger Chupin          | René Barret          |
| 1948                              | Raoul Rémy                | Lucien Teisseire      | Jean Baldassari      |
| 1949                              | Jean Rey                  | Jean-Baptiste Delille | René Lauk            |
| 1950                              | Ange Le Strat             | Camille Clerambosq    | Robert Dorgebray     |
| 1951                              | Jean Baldassari           | Roger Creton          | Robert Varnajo       |
| 1952                              | Robert Varnajo            | Édouard Muller        | Charles Coste        |
| 1953                              | Jean Guéguen              | Émile Guérinel        | Gilbert Bauvin       |
| 1954                              | Gilbert Bauvin            | Serge Blusson         | Jean Guéguen         |
| 1955                              | Jean-Marie Cieleska       | Fernand Picot         | Henri Gremeau        |
| 1956                              | René Fournier             | Louison Bobet         | Attilio Redolfi      |
| 1957                              | Joseph Groussard          | René Fournier         | Francis Siguenza     |
| 1958                              | Nicolas Barone            | Pierre Le Don         | Gérard Saint         |
| 1959                              | Nicolas Barone            | Orphée Meneghini      | Jean Bourlès         |
| 1960                              | Joseph Groussard          | Pierre Ruby           | Camille Le Menn      |
| 1961                              | Jean Claude Annaert       | François Mahé         | Fernand Delort       |
| 1962                              | Piet Rentmeester          | Seamus Elliott        | Marc Huiart          |
| 1963                              | Jacques Simon             | Seamus Elliott        | Christian Hamelin    |
| 1964                              | Arie den Hartog           | Rudi Altig            | Jan Janssen          |
| 1965                              | Pierre Everaert           | Camille Le Menn       | Lucien Aimar         |
| 1966                              | Désiré Letort             | Jean Graczyk          | Wim de Jager         |
| 1967                              | Georges Chappe            | Robert Hagmann        | Christian Leduc      |
| 1968                              | Harry Steevens            | Maurice Izier         | Jean Dumont          |
| 1969                              | Raymond Riotte            | Georges Chappe        | Michel Périn         |
| 1970                              | Georges Chappe            | Cees Rentmeester      | Jacques Frijters     |
| 1971                              | Gérard Moneyron           | Jacques Botherel      | Jacques Cadiou       |
| 1972                              | José Catieau              | Patrick Sercu         | Christian Raymond    |
| 1973                              | Régis Delépine            | Alain Santy           | André Mollet         |
| 1974                              | Alain Santy               | Hennie Kuiper         | Jacques Botherel     |
| 1975                              | Raymond Martin            | Joël Hauvieux         | Bernard Thévenet     |
| 1976                              | Bernard Hinault           | Jacques Esclassan     | André Gevers         |
| 1977                              | Hubert Linard             | René Bittinger        | Patrick Mauvilly     |
| 1978                              | Joop Zoetemelk            | Jean-René Bernaudeau  | Jacques Esclassan    |
| 1979                              | Raymond Martin            | Hubert Linard         | Bernard Vallet       |
| 1980                              | Pierre-Raymond Villemiane | Michel Demeyre        | Jean-Louis Gauthier  |
| 1981                              | Guy Gallopin              | Jean Chassang         | Jan Nevens           |
| 1982                              | Christian Jourdan         | Serge Beucherie       | Marc Gomez           |
| 1983                              | Christian Jourdan         | Jacques van Meer      | Raymond Martin       |
| 1984                              | Hubert Linard             | Kim Andersen          | Bruno Cornillet      |
| 1985                              | Martial Gayant            | Vincent Barteau       | Christophe Lavainne  |
| 1986                              | Kim Andersen              | Laurent Fignon        | Thierry Marie        |
| 1987                              | Mathieu Hermans           | Jean-René Bernaudeau  | Jean-Claude Colotti  |
| 1988                              | Laurent Fignon            | Bruno Cornillet       | Jean-Claude Leclercq |
| 1989                              | Andreas Kappes            | Sammie Moreels        | Pascal Dubois        |
| 1990                              | Thierry Marie             | Vincent Barteau       | John van den Akker   |
| 1991                              | Brian Holm                | Olaf Lurvik           | Jesús Blanco Villar  |
| 1992                              | Patrice Esnault           | Maximilian Sciandri   | Luc Leblanc          |
| 1993                              | Oleg Kozlitine            | Andrew Hampsten       | Laurent Bezault      |
| 1994                              | Armand de Las Cuevas      | Charly Mottet         | Laurent Brochard     |
| 1995                              | Andréi Chmil              | Laurent Brochard      | Michel Vanhaecke     |
| 1996                              | Adriano Baffi             | Didier Rous           | Federico Colonna     |
| 1997                              | Mauro Gianetti            | Viacheslav Yekímov    | Pascal Hervé         |
| 1998                              | Pascal Lino               | Arnaud Prétot         | Rodolfo Massi        |
| 1999                              | Fabiano Fontanelli        | Max van Heeswijk      | David Moncoutié      |
| 2000                              | Didier Rous               | Lance Armstrong       | Igor Flores          |
| 2001                              | Laurent Brochard          | David Millar          | Scott Sunderland     |
| 2002                              | Marcus Ljungqvist         | Ludovic Turpin        | Sandy Casar          |
| 2003                              | Laurent Brochard          | Carlos Torrent        | Nicolas Vogondy      |
| 2004                              | Franck Bouyer             | Thomas Lövkvist       | Johan Coenen         |
| 2005                              | Laurent Brochard          | Brett Lancaster       | Sandy Casar          |
| 2006                              | Anthony Geslin            | Cédric Coutouly       | Charles Guilbert     |
| 2007                              | Sébastien Joly            | Anthony Charteau      | Benoît Vaugrenard    |
| 2008                              | Alejandro Valverde        | Jérôme Pineau         | Benoît Vaugrenard    |
| 2009                              | Jimmy Casper              | Romain Feillu         | Aleksandr Yefimkin   |
| 2010                              | Sébastien Minard          | Maxime Méderel        | Laurent Mangel       |
| 2011                              | Sandy Casar               | Romain Hardy          | Julien Antomarchi    |
| 2012                              | Pierre-Luc Périchon       | Cyril Bessy           | Jean-Marc Bideau     |
| 2013                              | Pierrick Fédrigo          | Sylvain Georges       | Pierre Rolland       |
| 2014                              | Bryan Coquard             | Samuel Dumoulin       | Laurent Pichon       |
| 2015                              | Julien Loubet             | Pierrick Fédrigo      | Samuel Dumoulin      |
| 2016                              | Cyril Gautier             | Anthony Delaplace     | Romain Feillu        |
| 2017                              | Nacer Bouhanni            | Samuel Dumoulin       | Kévin Réza           |
| 2018                              | Lilian Calmejane          | Valentin Madouas      | Andrea Vendrame      |
| 2019                              | Benoît Cosnefroy          | Pierre-Luc Périchon   | Quentin Jauregui     |
| 2020                              | Dorian Godon              | Maurits Lammertink    | Nacer Bouhanni       |
| 2021                              | Dorian Godon              | Pierre-Luc Périchon   | Geoffrey Bouchard    |
| 2022                              | Anthony Delaplace         | Valentin Ferron       | Thibault Ferasse     |
| 2023                              | Valentin Ferron           | Ewen Costiou          | Fredrik Dversnes     |
| 2024                              | Benoît Cosnefroy          | Clément Venturini     | Alexandre Delettre   |
| 2025                              | Lander Loockx             | Paul Seixas           | Louis Barré          |

Notas:
- Las ediciones 1942, 1943 y 1944, fueron ediciones no oficiales
- El segundo clasificado de la edición 2000 fue el ciclista Lance Armstrong, pero en octubre del 2012, fue suspendido de por vida por dopaje sistemático y los resultados obtenidos después del 1 de agosto de 1998 le fueron anulados.[3][4]

## Palmarés por países
| País         | Victorias |
| ------------ | --------- |
| Francia      | 73        |
| Países Bajos | 5         |
| Italia       | 2         |
| Dinamarca    | 2         |
| Alemania     | 1         |
| Kazajistán   | 1         |
| Ucrania      | 1         |
| Suiza        | 1         |
| Suecia       | 1         |
| España       | 1         |
| Bélgica      | 1         |